# Planstadt

Schema der Mannheimer Innenstadt

Eine Planstadt ist eine Stadt oder ein Stadtteil, deren Grundriss ein deutlich erkennbarer Plan zugrunde liegt. Dies erfordert, dass die bebaute Fläche zur Planung völlig frei („auf der grünen Wiese“) war oder zumindest durch gezielten Abbruch (siehe auch Flächensanierung), Zerstörung im Krieg oder nach einer Brandkatastrophe freigeräumt wurde. Umgangssprachlich abwertend ist der Begriff Retortenstadt für eine „als Ganzes geplante und angelegte, nicht natürlich gewachsene Stadt“.
Besondere Umstände führen zur Gründung von Planhauptstädten. Sie unterscheiden sich oft durch Größe von gewöhnlichen Planstädten. Bekannte Beispiele sind Brasília, Canberra, Islamabad, Nusantara, Neu-Delhi, Sankt Petersburg und Washington, D.C.

## Geschichte
Planstädte gab es in vielen Epochen der Geschichte, bereits in der Antike wurden Städte nach strengen Mustern angelegt. Ein typisches Muster ist das orthogonale Straßenraster; es findet sich (wie Spiro Kostof darlegt) in der griechischen Antike ebenso wie im alten China, in den spanischen Kolonialstädten des 16. Jahrhunderts ebenso wie in den Zentren vieler Großstädte der heutigen USA. Fast jede Gründungsstadt ist im weiteren Sinne eine Planstadt, da zumindest die Hauptwege mit der Position der Stadttore, öffentliche Plätze, gegebenenfalls Verlauf der Stadtmauer sowie die Lage von öffentlichen Gebäuden festgelegt wurden.
Jede Epoche hatte eigene Vorstellungen, die von einem gerade vorherrschenden Ideal oder Prinzipien abgeleitet waren (Idealstadt, Verbesserung der Städte). Manche dieser Prinzipien sind heute nicht mehr verständlich, wie etwa die Pläne mittelalterlicher Städte, die heute als unkontrolliert gewachsen erscheinen oder vielfach überformt sind.
Typische Planstädte in Europa sind
- die Stadtgründungen des Römischen Reiches,
- Stadtgründungen des Mittelalters wie z. B. die Zähringerstädte Bern, Freiburg im Breisgau, Freiburg im Üechtland, Offenburg, Villingen,
- fürstliche Residenzstädte der Barockzeit, etwa Arolsen (Waldeck), Karlsruhe (Baden-Durlach), Ludwigsburg (Württemberg), Ludwigslust (Mecklenburg-Schwerin), Mannheim (Kurpfalz), Neustrelitz (Mecklenburg-Strelitz), Putbus (Rügen) und Rastatt (Baden-Baden)
- Stadtgründungen aus kriegstaktischen Gründen, beispielsweise die Festungsstädte Neuf-Brisach/Neu-Breisach und Saarlouis.
- Städte, die nach einem Brand neu wieder aufgebaut wurden, beispielsweise Glarus, La Chaux-de-Fonds und Le Locle.

Typisch sind ebenfalls die renaissance-klassizistischen Schachbrett-Grundrisse der Kolonialstädte des 17. und frühen 18. Jahrhunderts, etwa die klassische Nordamerikanische Stadt. Deren Muster wirkte auch in den folgenden Jahrhunderten bei jüngeren Stadtgründungen nach.
Responsivere und mesoskaligere Ansätze der strategischen Stadtentwicklung sind Stadtentwicklungspläne oder die integrierte Quartiersentwicklung, beispielsweise durch Superblocks.

## New Town
Der aus Großbritannien stammende stadtgeografische Begriff New Town („Neue Stadt“) steht für eine Planstadt; diese kann sich auch an eine schon bestehende Siedlung anlehnen. Ihre Aufgabe ist hauptsächlich die Entlastung der großen Ballungszentren. Die New Town besitzt zentralörtliche Einrichtungen, Wohn- und Gewerbeviertel. Typisch ist die Einrichtung von „Nachbarschaften“, die sich um ein Zentrum mit den öffentlichen Einrichtungen und Geschäften gruppieren. In Großbritannien existieren 31 New Towns.
Von Ebenezer Howard stammte die Idee einer Gartenstadt (Garden City), einer Planstadt, die die Vorteile des städtischen mit denen des ländlichen Lebens vereinte. Er inspirierte die Gründung von Welwyn 1903 und 1920 von Letchworth. 1946 wurde von der Labour-Regierung der New Towns Act beschlossen. Ziel war es, der Konzentration von Industrie und Volk in den Großstädten entgegenzuwirken. Ausdrücklich sollten keine Trabantenstädte geschaffen werden, sondern selbständige Einheiten mit eigener Wirtschaft und heterogener Bevölkerungsstruktur. Je nach Stadt wurde zunächst eine Höchstgröße zwischen 20.000 und 60.000 Einwohnern angestrebt. Die New Towns sind Basildon, Bracknell, Corby, Crawley, Cwmbran, East Kilbride, Glenrothes, Harlow, Hatfield, Hemel Hempstead, Newton Aycliffe, Peterlee, Stevenage und Welwyn Garden City.
Probleme waren die Skepsis der Bevölkerung und der Kommunalregierungen, fehlende Verkehrsanbindungen, Finanzierungslücken und Überschreitungen der geplanten Kosten. Vor allem wurde kritisiert, dass der Umfang des Projektes viel zu klein war, um dem Bevölkerungswachstum etwas entgegenzusetzen. Die Antwort war 1952 der Town Development Act. Nun war das Ziel auch die Vergrößerung von bestehenden Städten, besonders in der Nähe von Metropolen wie London. Diese Städte sind Central Lancashire, Milton Keynes, Northampton, Peterborough, Redditch, Skelmersdale, Telford (Dawley New Town), Warrington und Washington.
1962 wurde mit Dalgety Bay bei Edinburgh erstmals in Schottland eine Planstadt in reiner Privatinitiative errichtet. Etwa zu gleicher Zeit entstand auch Livingston. Eine von Prinz Charles initiierte Modellstadt ist Poundbury, die seit 1993 errichtet wurde.

## Beispiele

### Deutschland
Mittelalter

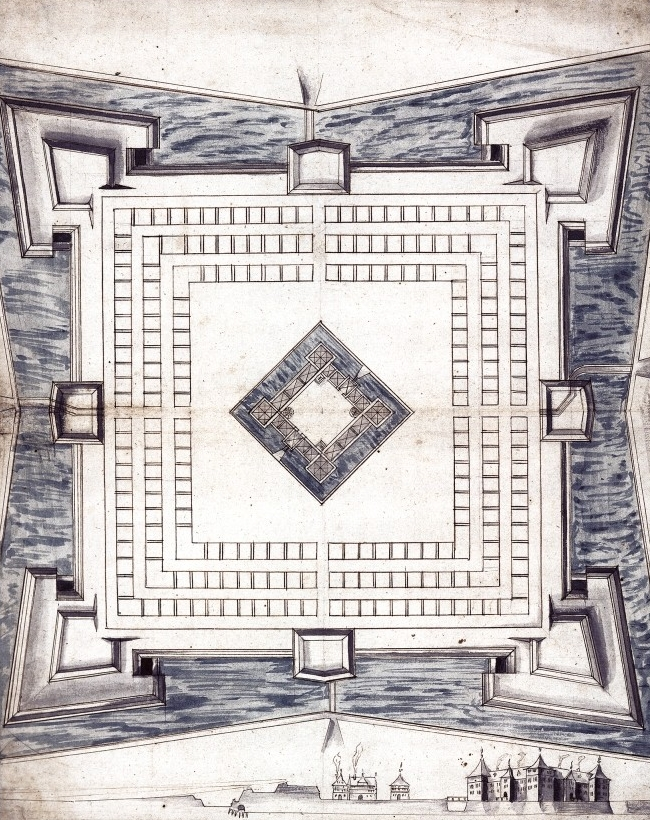
Freudenstadt als Idealstadt nach Heinrich Schickhardt

- Aken – Planstadt aus dem 12. Jahrhundert. Schachbrettartig angelegt. Gegründet durch Albrecht den Bären, um flämische Siedler anzusiedeln. Aken ist der flämische Name für Aachen
- Annaberg – mittelalterliche Stadt des Silberbergbaus nach Plänen von Ulrich Rülein von Calw
- Bayreuth – Beispiel einer mittelalterlichen Planstadt
- Lippstadt – erste Planstadt Westfalens, gegründet 1185
- Lemgo – 1190 an einem Kreuzungspunkt wichtiger Handelswege als Planstadt durch die Herren zu Lippe gegründet.
- Marienberg in Sachsen – mittelalterliche Stadt des Silberbergbaus nach Plänen von Ulrich Rülein von Calw
- Neubrandenburg – Planstadt des 13. Jahrhunderts auf annähernd kreisrundem Grund; nach weitgehender Zerstörung der Altstadt bei Kriegsende 1945 Neuaufbau unter Rücksichtnahme auf das traditionelle Straßenraster

Renaissance
- Freudenstadt – Straßen folgen dem Linienmuster des Mühle-Bretts
- Jülich – Idealstadt aus dem 16. Jahrhundert

Barock

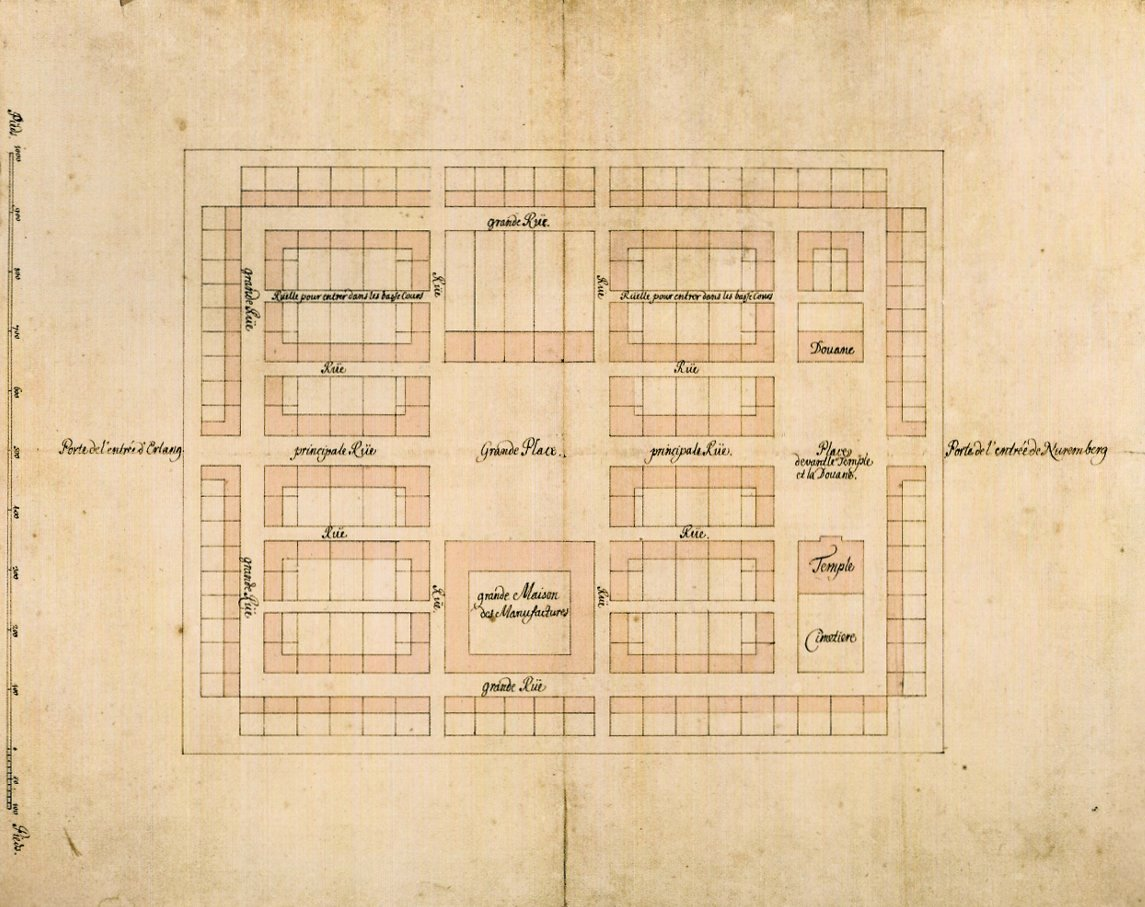
Der älteste erhaltene Entwurf der Erlanger Neustadt, rot lavierte Federzeichnung (1686), Johann Moritz Richter zugeschrieben

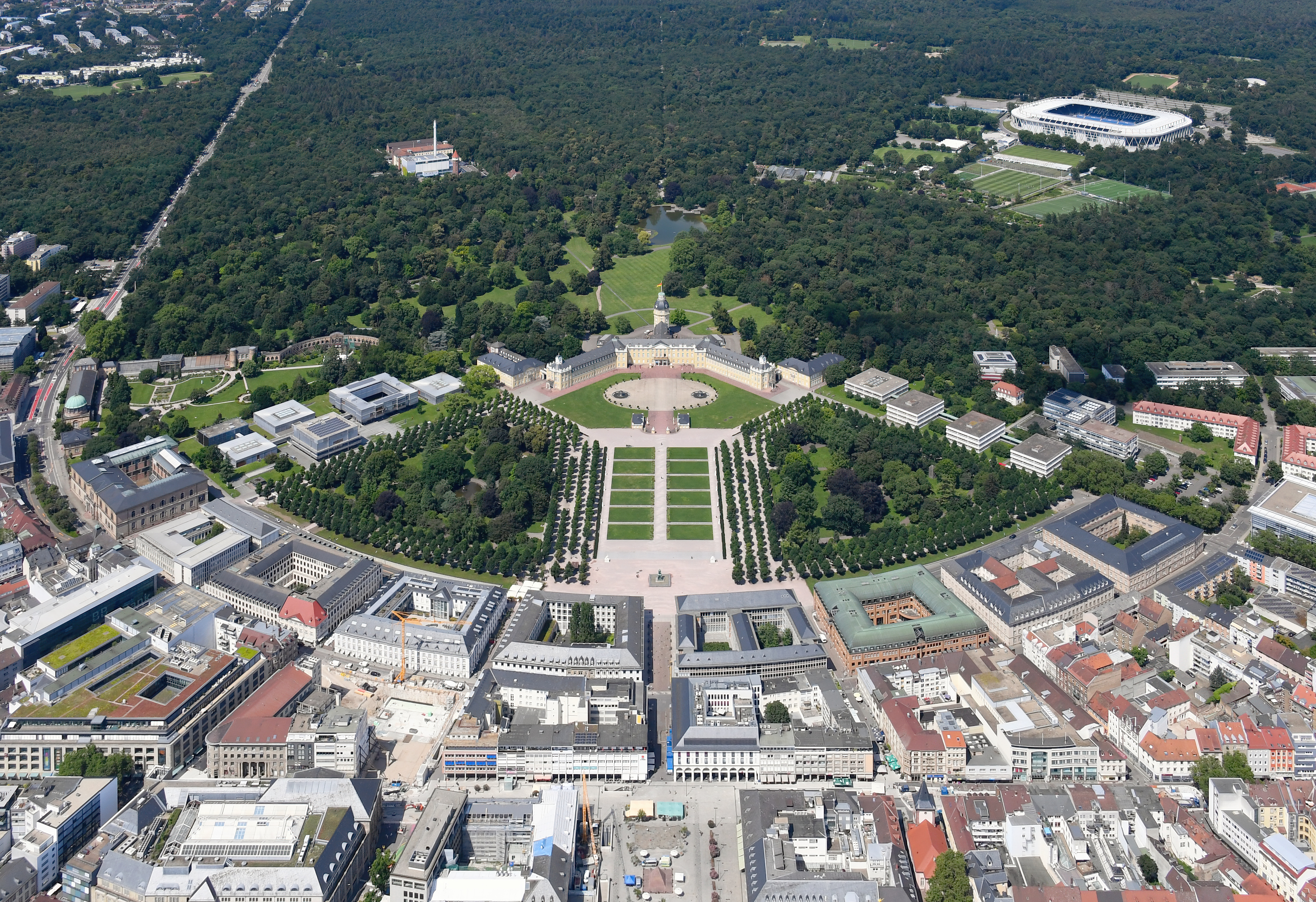
„Fächerstadt“ Karlsruhe mit dem Schloss im Mittelpunkt

- Arolsen – 1655 bis 1929 Hauptstadt der Grafschaft, des Fürstentums und des Freistaates Waldeck, ausgebaut insbesondere unter Graf Friedrich Anton Ulrich
- Bad Karlshafen – Planstadt an der Weser aus der Zeit des Barocks / Merkantilismus
- Bartenstein – 1720 bis 1770 errichtete Residenzstadt der Hohenloher
- Berlin – Friedrichstadt
- Dresden – (Innere) Neustadt („Neue Königliche Stadt“)
- Erlangen – barocke Innenstadt
- Glückstadt
- Neustadt von Hanau
- Karlsruhe – unter Markgraf Karl III. Wilhelm (Baden-Durlach) 1715 gegründet; Fächer mit dem Schloss als Mittelpunkt
- Ludwigsburg – unter Herzog Eberhard Ludwig ausgebaute Residenzstadt, in Parallellage zum Schloss angeordnet
- Ludwigslust – Ausbau zur mecklenburgischen Residenzstadt unter Herzog Friedrich
- Mannheim – Quadrate mit Bezeichnung der Baublöcke nach Schachbrett-Manier (siehe Bild oben)
- Neustrelitz – 1733 Stadtgründung durch Herzog Adolf Friedrich III., neben dessen Jagdschloss in Glienecke, ausgehend von einem oktogonalen Marktplatz; die neue Residenzstadt wuchs nördlich der Vorgängerresidenz (Alt-)Strelitz
- Neuwied – 1653 als neue Residenzstadt der Grafschaft Wied rasterförmig angelegt, nach der Gewährung weitgehender Religionsfreiheit 1662 starkes Wachstum durch den Zuzug von Exulanten
- Oranienbaum – ab 1683 Errichtung von Schloss und gegenüberliegender Bürgerstadt nach Plänen von Cornelis Ryckwaert
- Rastatt – ab 1697 Wiederaufbau des im Pfälzischen Erbfolgekrieg zerstörten Ortes unter Markgraf Ludwig Wilhelm
- Saarlouis – 1680 durch den französischen König Ludwig XIV. von Vauban als sternförmige Festungsstadt entworfen

Klassizismus

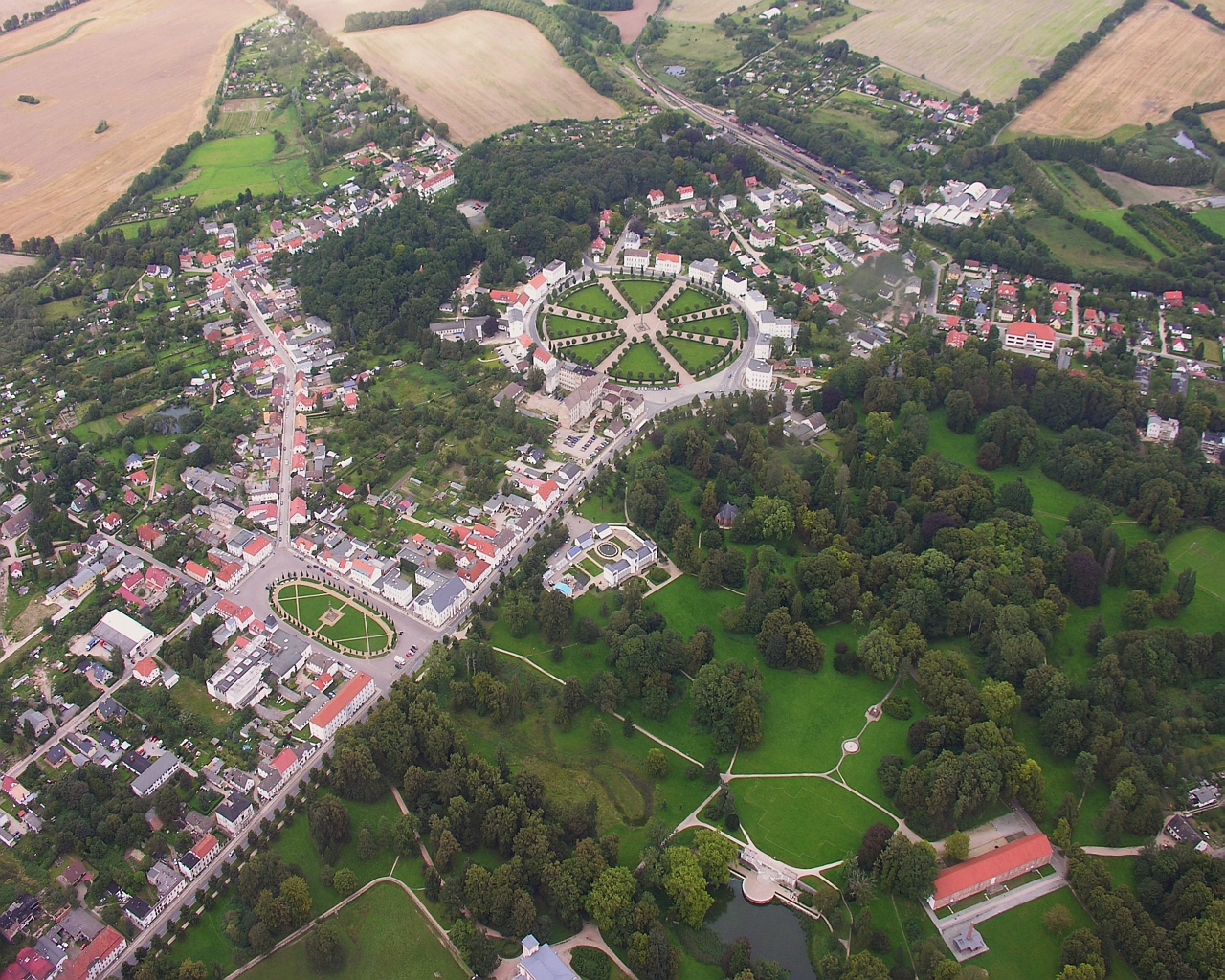
Putbus auf der Insel Rügen, eine Planstadtanlage des Klassizismus im frühen 19. Jahrhundert

- Krefeld Stadterweiterung nach Vagedes

- Neu-Büderich – klassizistische Planstadt des frühen 19. Jahrhunderts
- Neuruppin – frühklassizistische Planstadt, nach einem Stadtbrand 1787 neu aufgebaut.
- München-Maxvorstadt – die erste planmäßige Stadterweiterung von München wurde zwischen 1805 und 1810 unter dem ersten bayerischen König Maximilian I. Joseph, nach dem sie benannt ist, auf einem quadratischen Raster konzipiert; gebaut wurde sie größtenteils erst nach 1825 unter Ludwig I. im klassizistischen Stil
- Putbus – Anlage um ein kreisförmiges Zentrum, den Circus mit radial wegführenden Straßen
- Tuttlingen – ab 1804 nach Stadtbrand als klassizistische Stadt von Carl Leonard von Uber neu aufgebaut

Zweite Hälfte 19. Jahrhundert
- Wilhelmshaven – gegründet als „erster deutscher Kriegshafen an der Jade“ am 17. Juni 1869

Erste Hälfte 20. Jahrhundert
- Lebenstedt – ab 1937 zur Unterbringung der Arbeitskräfte der Reichswerke Hermann Göring gebaute Siedlung; seit Gründung der Stadt Watenstedt-Salzgitter am 1. April 1942 Teil dieser (seit 1951: Salzgitter)
- Wolfsburg – gegründet am 1. Juli 1938

nach 1945
- Bielefeld-Sennestadt – „autogerechte Stadt der Zukunft“
- Eisenhüttenstadt (ehemals Stalinstadt) – die „erste sozialistische Stadt“ Deutschlands bei Errichtung des Eisenhüttenkombinats
- Frankfurt-Nordweststadt
- Halle-Neustadt – größte Planstadt Deutschlands;[5] war von 1967 bis 1990 eine eigenständige Stadt
- Hochdahl
- Hoyerswerda-Neustadt – die nach dem Zweiten Weltkrieg etwa 7.000 Einwohner zählende Stadt vergrößerte sich durch den Bau von Wohnkomplexen auf das Zehnfache Mitte der 1980er Jahre
- Laatzen-Mitte
- Leinefelde – die im Eichsfeldplan festgesetzte Ansiedlung einer Baumwollspinnerei 1961 wurde mit dem Bau eines sozialistischen Wohnkomplexes verbunden, wodurch Leinefelde 1969 das Stadtrecht erhielt
- Neue Stadt Wulfen

21. Jahrhundert
- Hamburg-HafenCity
- Frankfurt Europaviertel
- Frankfurt-Riedberg
- München Messestadt Riem

### Österreich
- Hartberg in der Steiermark – von 1125 bis 1128 unter Markgraf Leopold I.
- Wiener Neustadt – der Bau begann 1195 unter Herzog Leopold VI.
- Seestadt Aspern – Stadtteil von Wien, Masterplan von 2007, Anlage kreisförmig um einen künstlichen See

### Schweiz

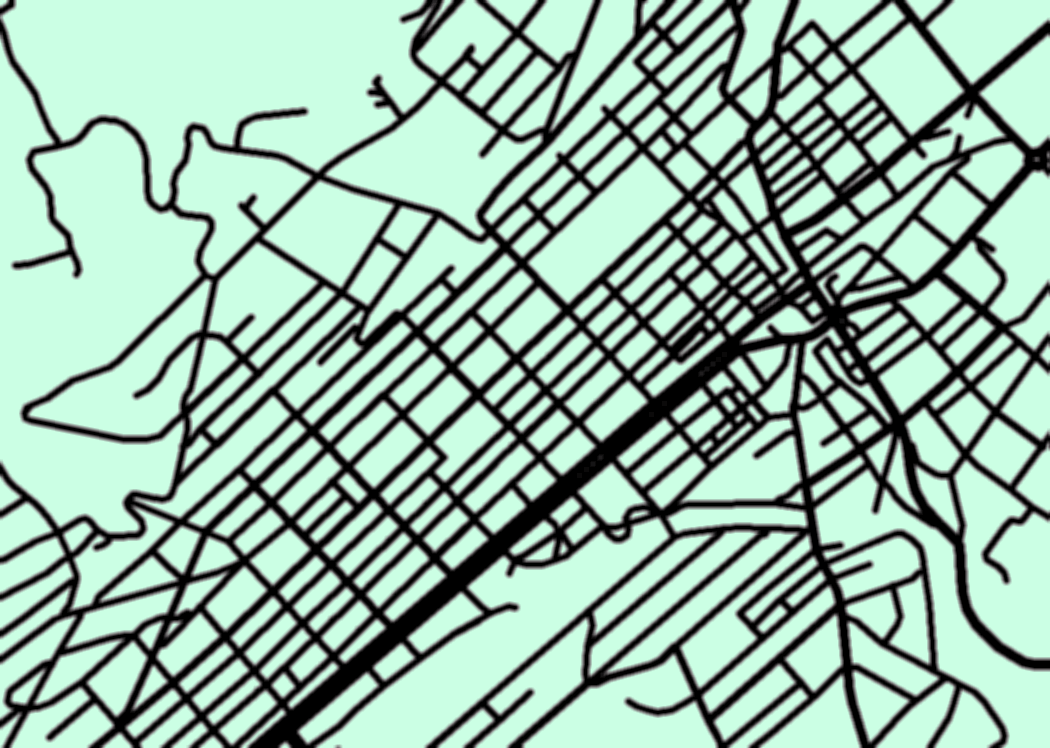
Straßenkarte der Planstadt La Chaux-de-Fonds (Schweiz)

- La Chaux-de-Fonds – nach dem Brand von 1794 in rechtwinkliger Bauweise neu errichtete Stadt (siehe Abbildung)
- Le Locle – nach dem Brand von 1833 im Schachbrettgrundriss wieder aufgebaut
- Heiden AR – nach dem Brand von 1838 in regelmäßiger klassizistisch-biedermeierlicher Anlage wieder aufgebautes Dorf
- Glarus – Im Jahr 1861 wütete ein Brand, der große Teile des Ortes zerstörte. Nur wenige Gebäude aus der Zeit vor dem Brand blieben im Stadtbild erhalten. Der rasche Wiederaufbau erfolgte in einem Schachbrettmuster. Diese vor allem aus den USA bekannte Städteplanung wurde gewählt, um weitere Feuersbrünste zu verhindern.
- Seewis im Prättigau – nach dem Brand von 1863 im Schachbrettmuster neu errichtetes Dorf

### Sonstiges Europa
Belgien

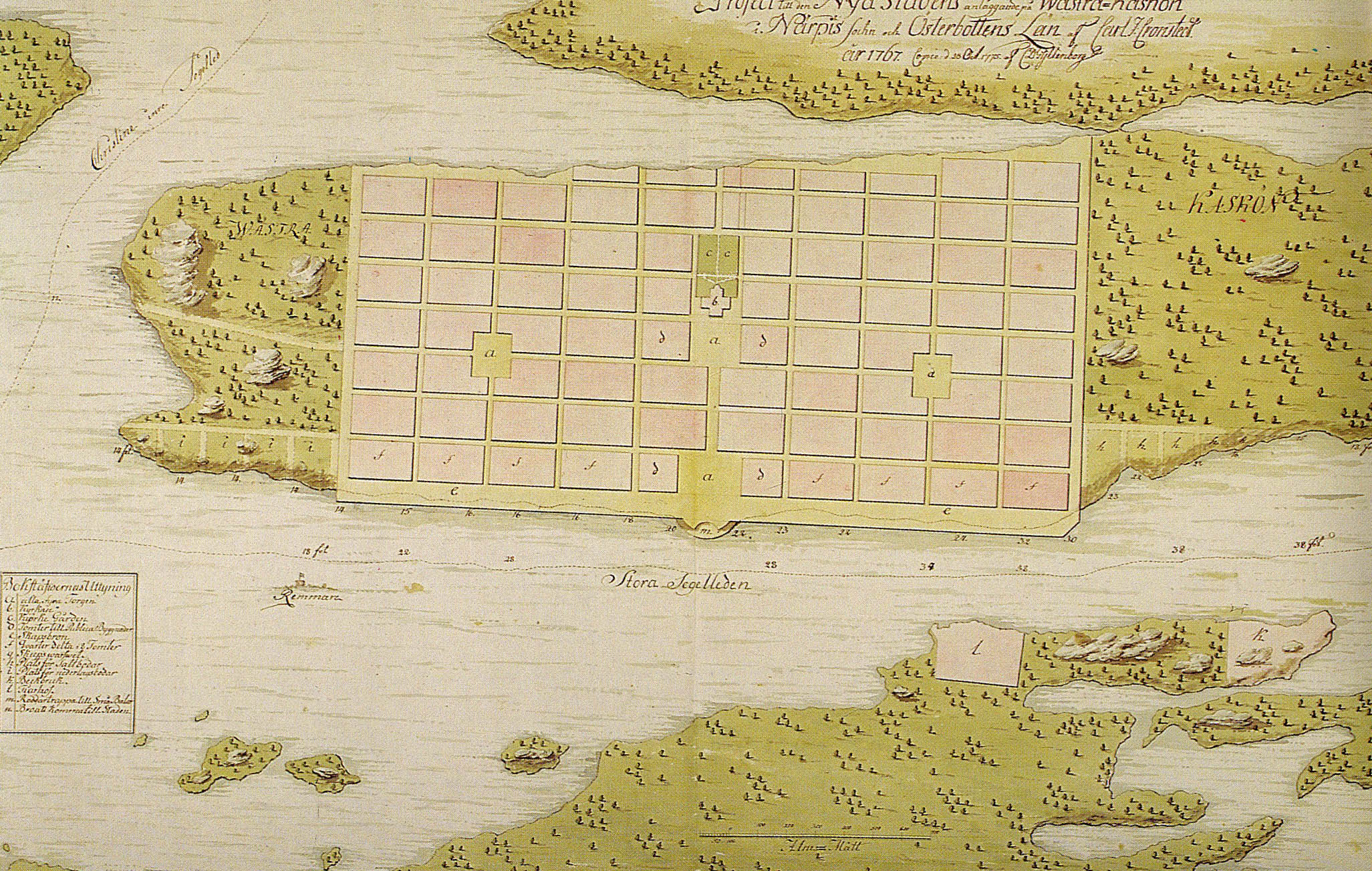
Entwurf für die Planstadt Kaskinen, Finnland (1767)

- Louvain-la-Neuve, die neue Universitätsstadt, die Ende der 1960er/Anfang der 1970er Jahre nach der sprachenbedingten Spaltung der Katholischen Universität Löwen für die französischsprachige Universität gegründet wurde

Bulgarien
- Stara Sagora – während des Russisch-Türkischen Krieges 1877–1878 wurde die Stadt von den Türken fast völlig zerstört, danach mit breiten rechtwinklig angeordneten Straßen wiederaufgebaut und erweitert
- Dimitrowgrad – ab 1947 errichtete sozialistische Industriestadt

Dänemark
- Fredericia – 1650 gegründete Barockstadt
- Christiansfeld – 1773 gegründete Stadt der Herrnhuter Brüdergemeine
- Ørestad – seit 1992 entstehender neuer Stadtteil der Hauptstadt Kopenhagen

Finnland

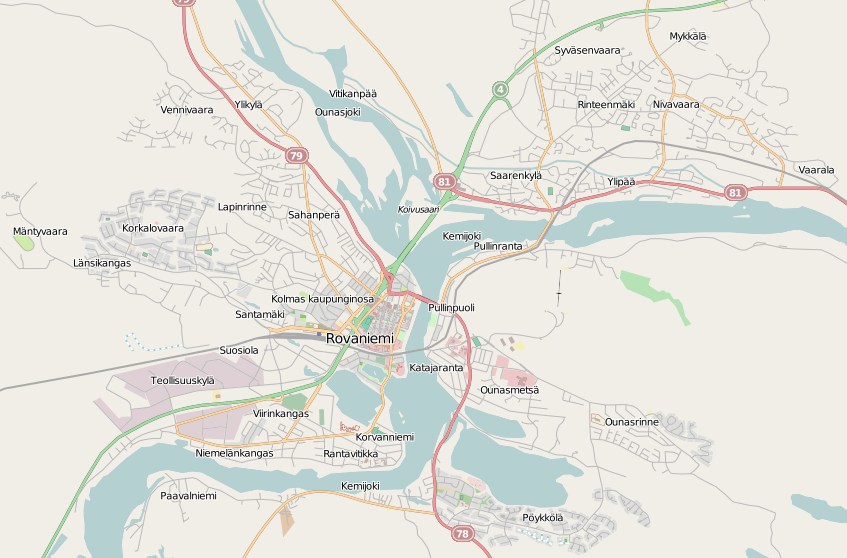
Stadtplan von Rovaniemi in Finnland in Form eines Rentiergeweihs

- Helsinki – 1812 wurde der zuvor wenig bedeutende Ort Hauptstadt des zum russischen Zarenreich gehörenden Großherzogtums Finnland und nach Plänen von Carl Ludwig Engel neu aufgebaut.
- Tampere – die dortige Innenstadt wurde 1830 von Carl Ludwig Engel entworfen und folgt einem Schachbrettmuster.
- Vaasa – 1862 als Nikolaistad (Nikolainkaupunki) im Empirestil errichtet, nachdem die 7 km entfernte Vorgängerstadt einem Brand zum Opfer gefallen war
- Rovaniemi – Nach 1945 aufgrund der vollständigen Zerstörung im Zweiten Weltkrieg nach den Plänen von Alvar Aalto, Viljo Revell und Yrjö Lindegren wiederaufgebaut. Der Grundriss soll an ein Rentiergeweih erinnern.

Frankreich

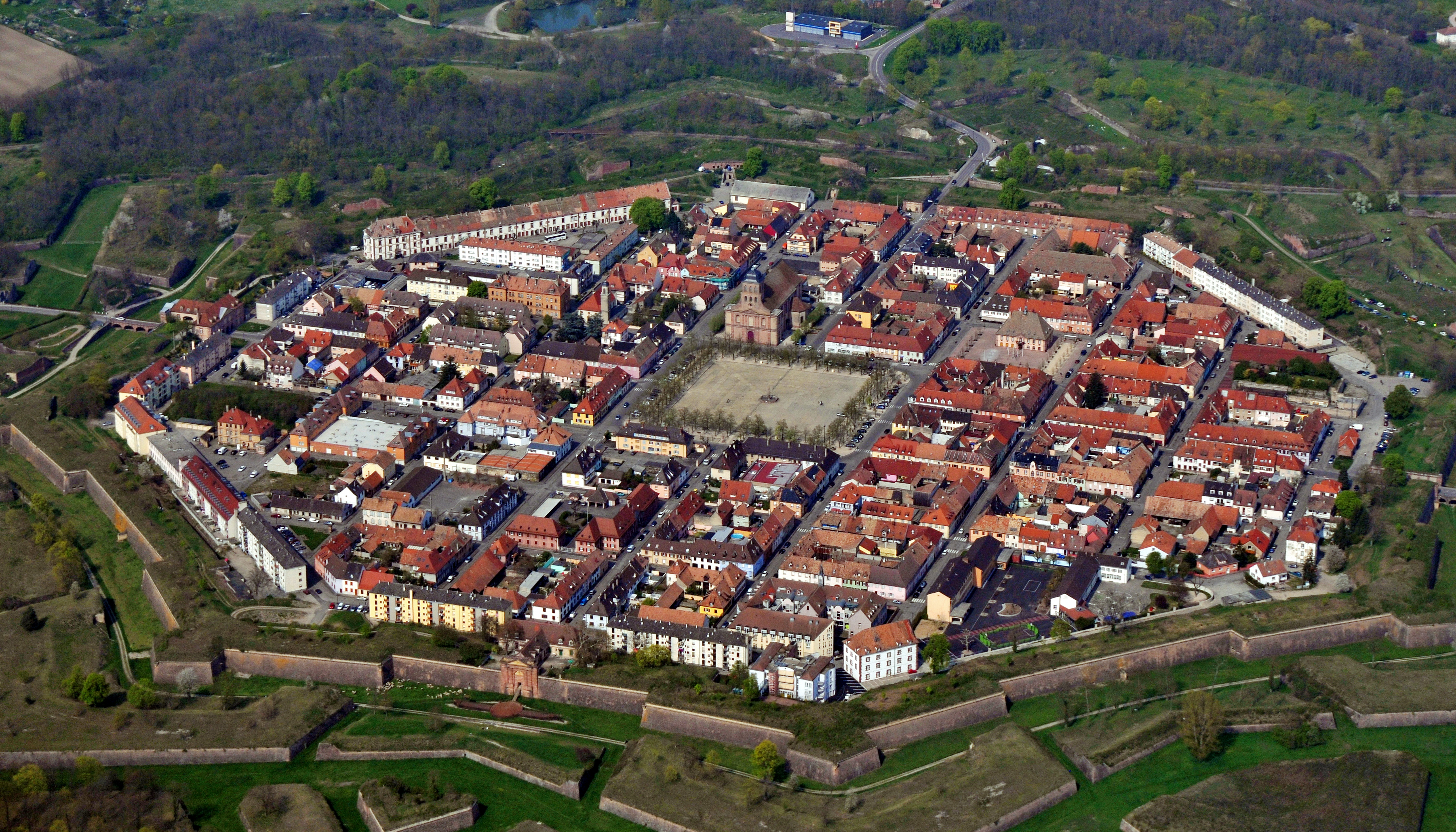
Luftbild von Neuf-Brisach

- Le Havre – zweifache Planstadt: 1517/18 als militärische Hafenstadt; nach der fast vollständigen Zerstörung im Zweiten Weltkrieg 1945–54 im modernen Stil planmäßig neu aufgebaut (maßgeblicher Architekt war Auguste Perret)
- Phalsbourg (Pfalzburg) – 1570 von Georg Johann I. von Pfalz-Veldenz als Zufluchtsort für Protestanten aus dem Herzogtum Lothringen gegründet
- Richelieu – ab 1631 errichtet als barocke Idealstadt auf Befehl des Kardinals Richelieu
- Neuf-Brisach – die um 1700 angelegte Stadt im Elsass gilt als größte barocke Festungsstadt
- Königliche Saline in Arc-et-Senans (Frankreich) – die geometrische Anlage mit Fabrik- und Wohngebäuden aus den 1770er-Jahren sollte ihrem Planer Claude-Nicolas Ledoux zufolge Kern einer umfangreicheren Idealstadt sein
- Bataville – ab 1931 von Tomáš Baťa gebaute Schuhfabrik mit Wohnstadt
- Brest – die Hafenstadt wurde im Zweiten Weltkrieg weitgehend zerstört und ab 1948 nach einem Plan von Jean-Baptiste Mathon neu aufgebaut.

Griechenland
- Alexandroupoli – der Bebauungsplan stammt von russischen Ingenieuren, welche als Teil der russischen Truppen während des russisch-osmanischen Krieges (1877–1878) vor Ort waren.

Großbritannien
Siehe oben unter New Town.
Italien

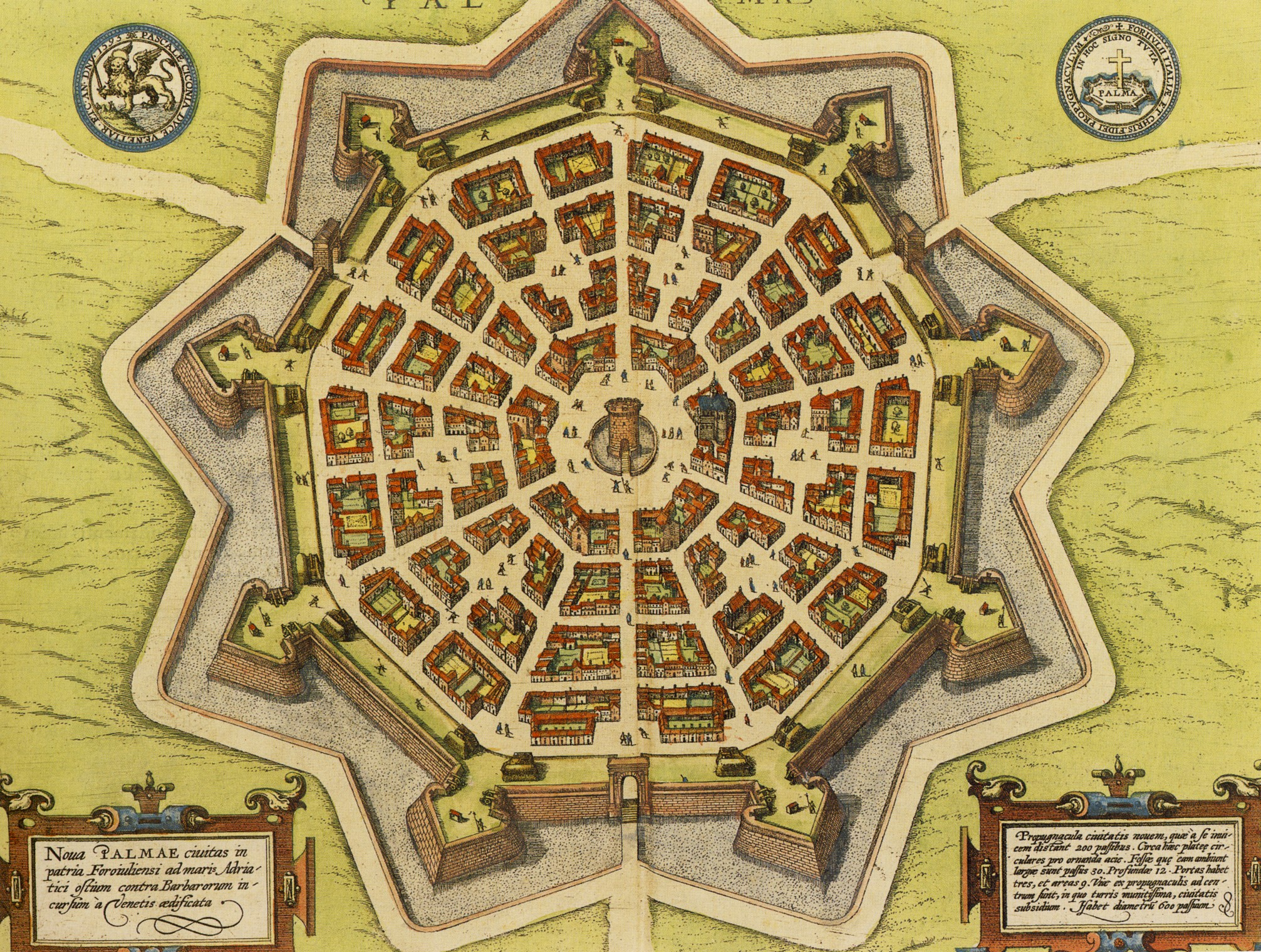
Stadtplan von Palmanova (um 1600)

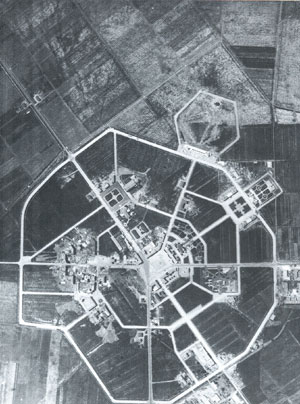
Luftbild von Latina (damals Littoria) um 1932

- Castelfranco Veneto – Stadtkern ist eine quadratische Festungsanlage aus dem späten 12. Jahrhundert
- San Giovanni Valdarno – mittelalterliche Planstadt (14. Jahrhundert) vom Typus der florentinischen Terra nuova
- Sabbioneta – 1554 und 1571 unter Herzog Vespasiano Gonzaga als Renaissance-Idealstadt erbaut
- Terra del Sole – ab 1564 unter Cosimo I. de’ Medici als Festungsstadt erbaut
- Palmanova – sternförmige Planstadt aus dem späten 16. Jahrhundert (ab 1593)
- Grammichele – nach einem Erdbeben 1693 in Form eines Sechsecks wiederaufgebaut
- Avola – nach Zerstörung durch ein Erdbeben 1695 nach einem Plan von Angelo Italia mit sechseckigem Grundriss neuaufgebaut
- Cervia – Planstadt mit rechteckigem Grundriss; 1697 von Papst Innozenz XII. gegründet
- Latina (ehemals Littoria) – die erste Retortenstadt im Italien unter Mussolini nach der Trockenlegung der Pontinischen Sümpfe (Grundsteinlegung 1932)
- Sabaudia – faschistische Retortenstadt von 1933
- Pomezia – faschistische Stadtneugründung von 1938
- Metanopoli (Ortsteil von San Donato Milanese) – 1952 erbaut, von Enrico Mattei als Idealstadt für die Arbeiter des Energiekonzerns Eni geplant
- Nuova Gibellina – in den 1970er-Jahren als Ersatz für das beim Erdbeben 1968 Gibellina Vecchia errichtet; auch die Dörfer Poggioreale und Salaparuta wurden bei diesem Erdbeben zerstört und danach planmäßig neuaufgebaut

Kroatien
- Karlovac – sternförmige Planstadt, gegründet 1579 durch und benannt nach dem steirischen Erzherzog Karl II. von Innerösterreich

Malta
- Valletta – die 1566 konzipierte Hauptstadt gilt als erste Planstadt nach der Antike

Niederlande
- Almere, Emmeloord, Lelystad und Dronten – im 20. Jahrhundert in den Poldern der Provinz Flevoland gegründet. Das gesamte Land dieser Provinz wurde trockengelegt, damit sind nicht nur die Städte, sondern auch die Provinz selbst die Frucht einer Planung.

Polen

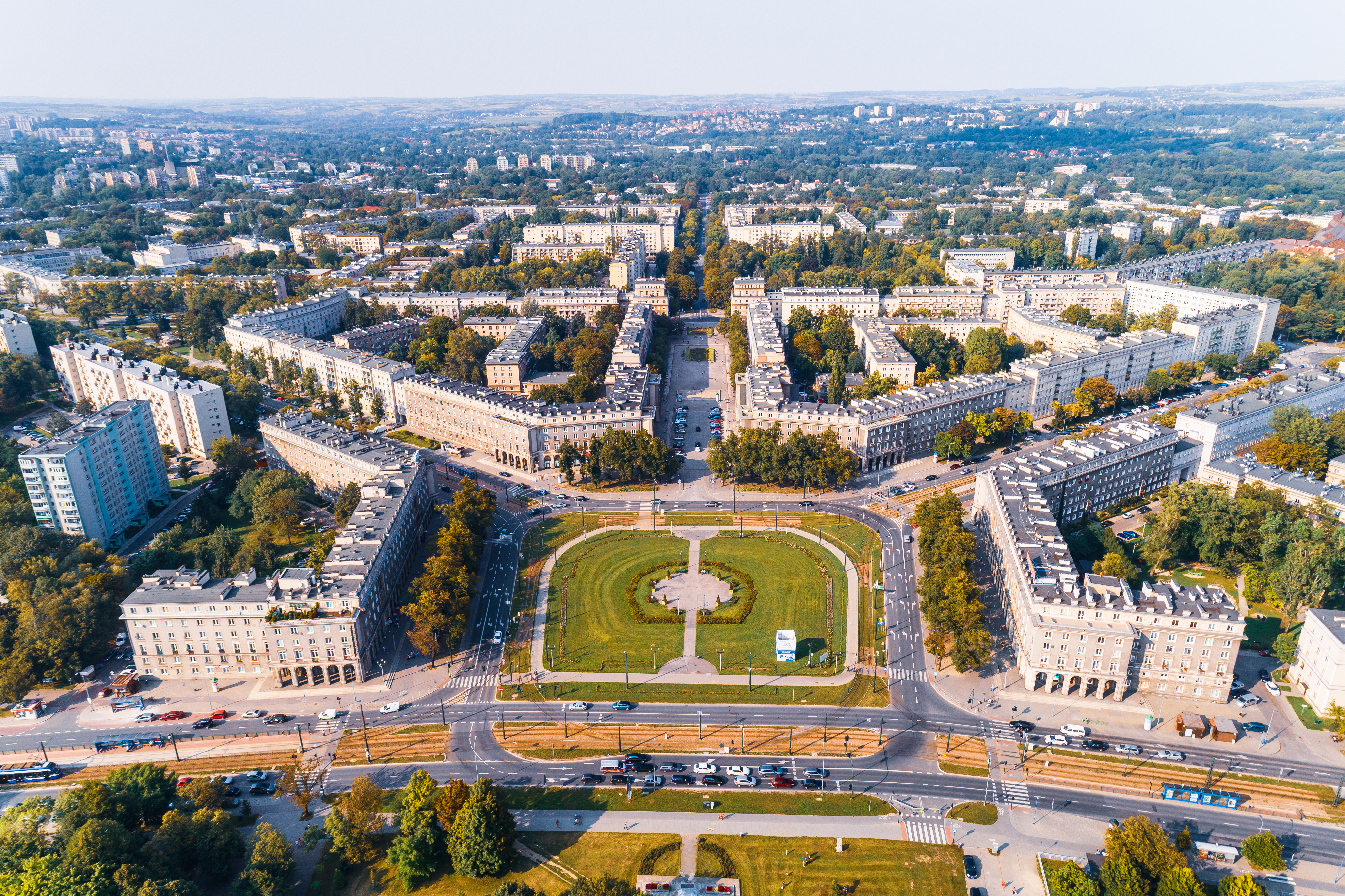
Nowa Huta

- Zamość – 1578 im Auftrag von Jan Zamoyski, nach den Vorstellungen des venezianischen Baumeisters Bernardo Morando, im Stil der italienischen Renaissance erbaut
- Frampol – 1705 von Franciszek Butler gegründet (anderen Quellen zufolge erfolgte die Gründung 1717 durch Marek Antoni Butler)
- Nowa Huta – 1949 als Standort eines Eisenhüttenkombinats erbaut, 1951 als Stadtteil nach Krakau eingemeindet
- Tychy – 1467 erstmals urkundlich erwähnt und ab 1629 Standort der Brauerei Tyskie, zwischen 1951 und 1965 nach Vorstellungen einer realsozialistischen Großstadt großflächig ausgebaut

Rumänien
- Hunedoara – die bestehende Kleinstadt wurde durch die Ansiedlung eines Eisenhüttenwerks in den 1950er-Jahren um ein Vielfaches erweitert, es entstand eine „sozialistische Stadt“

Russland
- Sankt Petersburg – ab 1706 angelegt unter Peter dem Großen, ab 1712 Hauptstadt des Russischen Zarentums
- Jekaterinburg – 1723 angelegt als Fabrik- und Festungsstadt mit rechtwinkligem Straßennetz
- Toljatti – 1955 angelegt, nachdem die Vorgängerstadt Stawropol im Kuibyschewer Stausee untergegangen war

Schweden
- Kalmar – 1647–1657 Neuanlage der Stadt auf der Insel Kvarnholmen nach den Zerstörungen des Kalmarkrieges 1622–1613 und des Brandes von 1647
- Karlskrona – 1679 von König Karl XI. gegründete Marinebasis
- Borgholm – ab 1816 neu angelegte Stadt

Serbien
- Novi Beograd – im Nachkriegs-Jugoslawien (ab 1948) nach den Prinzipien Le Corbusiers erbauter, nördlich der Save gelegener Stadtteil Belgrads

Spanien

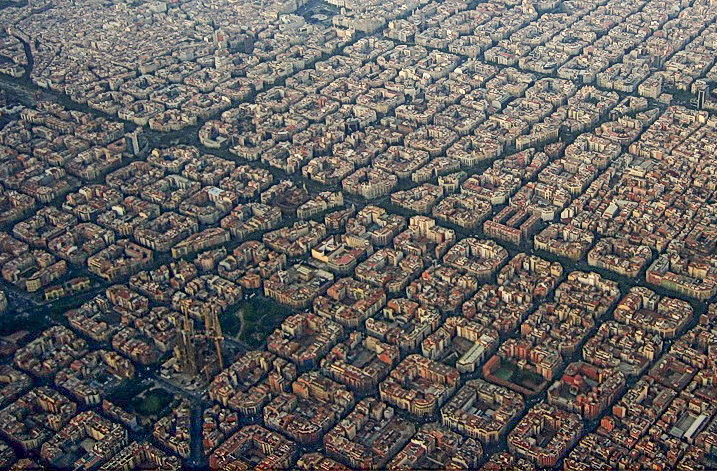
Eixample in Barcelona

- La Carolina – im 18. Jahrhundert für süddeutsche Siedler errichtete Stadt in der Provinz Jaén
- Eixample – im 19. Jahrhundert entstandener Stadtteil Barcelonas, charakteristisch sind die quadratischen Häuserblocks mit den abgeschrägten Ecken (Chaflanes) und vielen modernistischen Bauten
- Ampuriabrava – Costa Brava, Katalonien, 1960

Tschechien
- Zlín (1949–1990: Gottwaldov) – ab 1923 angelegt für die Bata-Schuhwerke und ihre Arbeiter; der Stadtplan folgt einem Entwurf von Le Corbusier
- Most – Neuerrichtung der Stadt zwischen 1967 und 1982 als sozialistische Stadt, nachdem zuvor die Altstadt aufgrund des Kohlebergbaues nahezu komplett abgerissen wurde

Ukraine
- Dnipro (ursprünglich Jekaterinoslaw, später Dnipropetrowsk) – 1787 gegründet von Katharina der Großen als Hauptstadt des Gouvernements Neurussland
- Prypjat – 1970 gegründete sozialistische Stadt als Wohnort für die Arbeiter des Kernkraftwerkes Tschernobyl
- Slawutytsch – nach dem Unglück von Tschernobyl 1986–1988 erbaute sowjetische Musterstadt

Ungarn

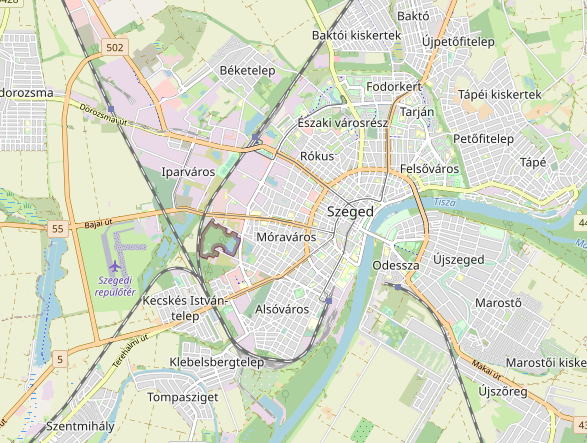
Stadtplan von Szeged mit strahlenförmigen Boulevards

- Szeged – nach der schweren Hochwasserkatastrophe von 1879 wurde die Stadt an der Theiß 1880–1883 nach Plänen von Lajos Lechner mit planmäßigem Grundriss und großen Boulevards wiederaufgebaut.
- Dunaújváros (bis 1961 Sztálinváros) – erste sozialistische Stadt Ungarns, ab 1949 mit der Errichtung eines Eisenhüttenwerkes entstanden
- Kazincbarcika – als Bergwerk- und Chemiestandort ab 1951 errichtete sozialistische Stadt
- Tiszaújváros (1971–1991 Leninváros) – als Kraftwerks-, Chemie- und Petrochemiestandort ab 1957 errichtete sozialistische Stadt

### Asien
Israel
In Israel wurden 30 Planstädte gegründet, davon 19 ohne alten Siedlungskern. Beispiele:
- Aschdod – zweite Hafenstadt Israels
- El’ad – 1998 gegründete Stadt für ultraorthodoxe Juden
- Modi’in – wurde 1996 gegründet und liegt zwischen Jerusalem und Tel Aviv

übriges Vorderasien
- Persepolis – 520 v. Chr. gegründet als Hauptstadt des Achämenidenreichs, 330 v. Chr. von den Truppen Alexanders des Großen zerstört
- Bagdad, Irak – 762 n. Chr. als kreisrunde Stadt und Zentrum der neuen Kalifendynastie der Abbasiden entworfen
- King Abdullah Economic City, Saudi-Arabien – eine Hafenstadt am Roten Meer, die 2 Millionen Einwohner haben soll, mit dem Bau wurde 2005 begonnen
- Masdar, Vereinigte Arabische Emirate – geplante Ökostadt im Emirat Abu Dhabi, seit 2008 im Bau
- Rawabi im Westjordanland, Palästinensische Autonomiegebiete – seit Januar 2010 im Bau
- Neom-Projekt mit The Line und Oxagon,  Saudi-Arabien – geplante Megastadt für die Ära nach der Erdölförderung an der Küste des Roten Meeres

Südasien
- Neu-Delhi – 1911–31 unter britischer Herrschaft errichtete Planhauptstadt Indiens
- Chandigarh, Indien – neue Hauptstadt der Bundesstaaten Punjab und Haryana, entworfen von Le Corbusier (ab 1952)
- Islamabad, Pakistan – die Hauptstadt wurde ab 1960 nach den Entwürfen des griechischen Stadtplaners Konstantinos A. Doxiadis gebaut
- Navi Mumbai, Indien – ab 1971 errichtet, größte moderne Planstadt der Welt mit rund 1,1 Millionen Einwohnern (Volkszählung 2011) auf 344 km² Fläche

Zentralasien
- Astana (zwischen 2019 und 2022 Nur-Sultan) – ab 1997 erbaute Planhauptstadt Kasachstans
- Aşgabat – nach einem verheerenden Erdbeben 1948 als sozialistische Planstadt wiederaufgebaut, nach der Unabhängigkeit Turkmenistans als Planhauptstadt weiterentwickelt

Ostasien

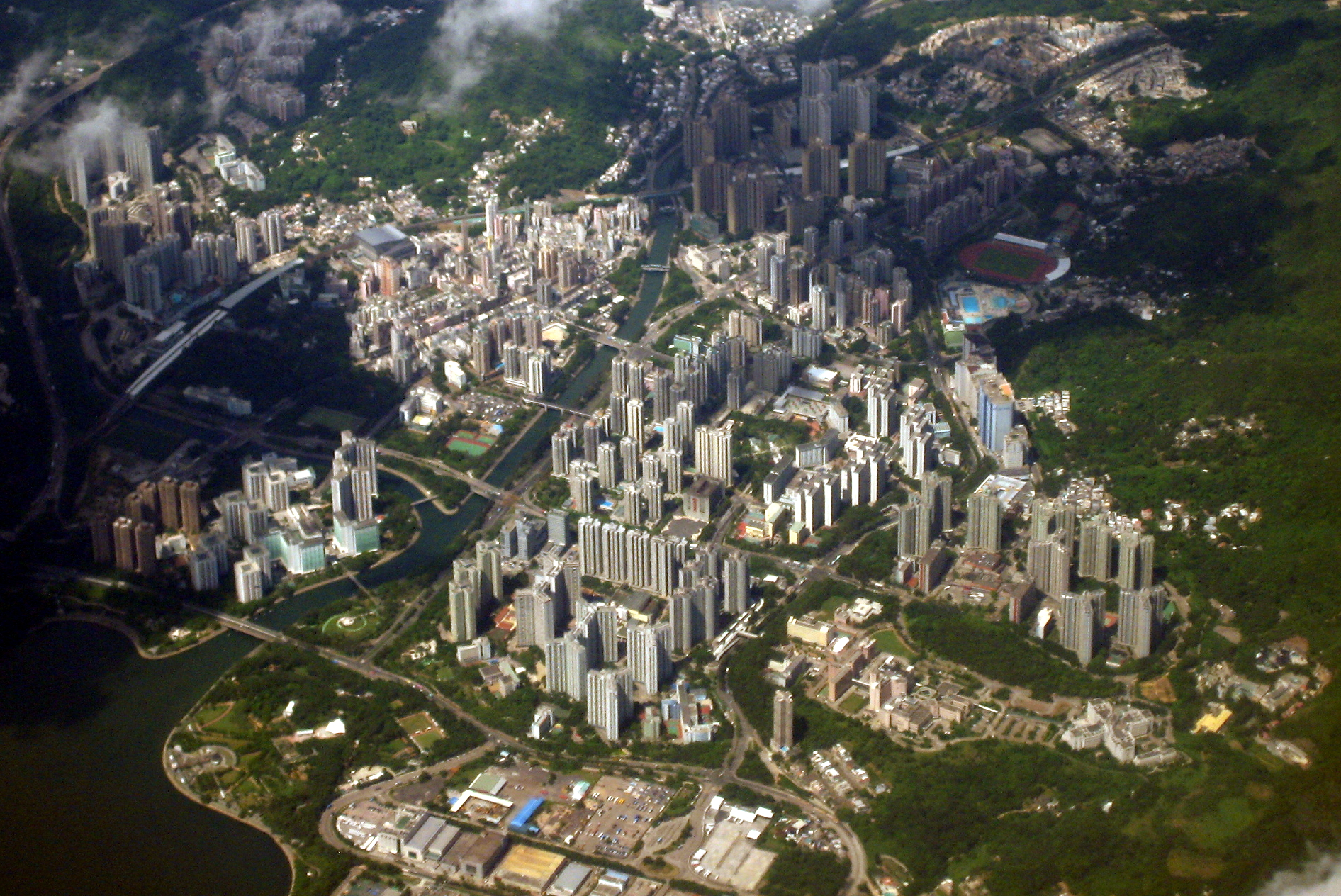
Tai Po New Town (Hongkong)

- in Hongkong wurden seit den 1970er Jahren planmäßig neun sogenannte New Towns erbaut, in denen mittlerweile knapp die Hälfte der Hongkonger Bevölkerung lebt.
- In China wurden in den 2000er-Jahren mehrere neue Städte für jeweils mehrere hunderttausend, zum Teil sogar eine Million Einwohner angelegt. Diese wurden komplett mit öffentlichen Einrichtungen und Verkehrsinfrastruktur fertiggestellt, bevor die ersten Einwohner einzogen. Einige waren noch Jahre nach der Fertigstellung „Geisterstädte“. Beispiele sind:
  - Die Planstadt Kangbashi, Teil der bezirksfreien Stadt Ordos in der Inneren Mongolei (VR China) hat Bekanntheit als „Geisterstadt“ erlangt. Sie wurde in den 2000er-Jahren für 300.000 Bewohner angelegt, mit Bibliothek, Opernhaus und fünfgeschossigem Einkaufszentrum, hatte zunächst aber nur eine Bevölkerung von 5.000. Um 2015 wurde die Kapazität nochmals auf eine Million erweitert, die offizielle Einwohnerzahl betrug im Jahr 2017 rund 153.000.
  - Lingang New City, Volksrepublik China – Stadt im Bau (2003–2020), 60 km von Shanghai; konzentrisch um einen künstlichen See, soll bis zu 800.000 Einwohner haben
  - Neues Gebiet Zhengdong, Zhengzhou (Provinz Henan), in den 2000er-Jahren angelegt, war zunächst ein ähnlicher Fall wie Kangbashi, hat inzwischen aber eine nennenswerte Einwohnerentwicklung
- Sejong, Südkorea – neues Verwaltungszentrum
- Songdo City, Südkorea – Teil der Stadt Incheon, Bauzeit 2003–2020, Freihandelszone auf Polderflächen

Südostasien
- Putrajaya, Malaysia – 1995 gegründetes neues Verwaltungszentrum
- Naypyidaw, Myanmar – Hauptstadt seit 2005
- Forest City, Malaysia – westlich von Singapur auf vier künstlichen Inseln errichtet
- Nusantara, Indonesien – ab 2024 geplante neue Hauptstadt

### Afrika
- Amarna (Achet-Aton) – geplante Hauptstadt des altägyptischen Königs Echnaton aus dem 14. Jahrhundert v. Chr.
- Alexandria – gegründet am 7. April 331 v. Chr. durch Alexander den Großen
- Pretoria – 1855 vom späteren südafrikanischen Präsidenten Marthinus Wessel Pretorius gegründet, 1860 zur Hauptstadt ernannt
- Yamoussoukro – ab 1965 wurde der Geburtsort des ivorischen Präsidenten Félix Houphouët-Boigny planmäßig zur Stadt erweitert, 1983 zur Hauptstadt des Landes ernannt
- Madinat as-Sadis min Uktubar (Stadt des 6. Oktober; 6th of October City) – 1979 unter Präsident Anwar as-Sadat gegründete Satellitenstadt für das überbevölkerte Kairo
- Neu-Kairo – 2000 unter Präsident Husni Mubarak gegründete Satellitenstadt für das überbevölkerte Kairo
- Abuja – Hauptstadt von Nigeria (seit 1991), erbaut in den 1980er-Jahren
- Neue Hauptstadt Ägyptens – geplante neue Hauptstadt von Ägypten im Bau seit 2016
- Ciudad de la Paz – geplante neue Hauptstadt von Äquatorialguinea (seit 2017)
- Neu-El-Alamein – 2018 eingeweihte Planstadt an Ägyptens Mittelmeerküste
- Mount Hampden – im Bau befindliche neue Hauptstadt Simbabwes; Parlamentsgebäude 2022 fertiggestellt

### Nordamerika
USA

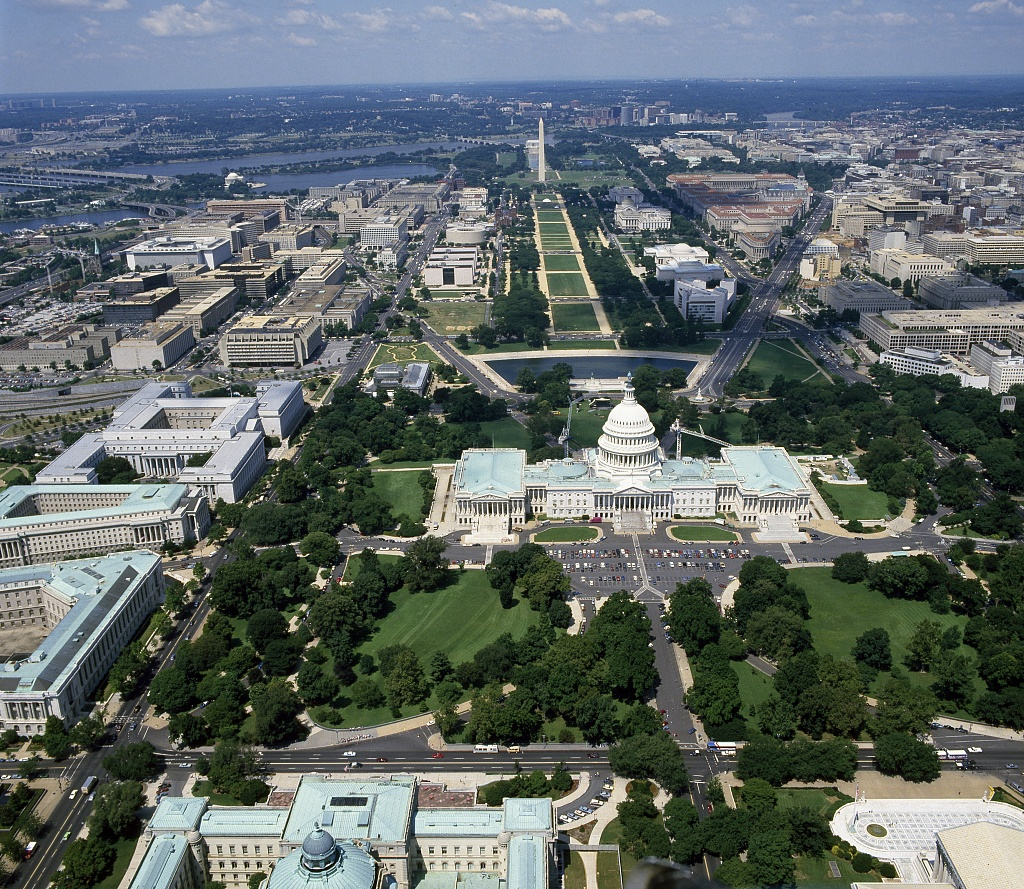
Kapitol und National Mall in Washington, D.C.

- Charleston (South Carolina) – britische Kolonialstadt seit 1670
- Philadelphia – 1681 als Hauptstadt der Quäker-Kolonie Pennsylvania geplant; die barocke Planstadt ist im Old City Historic District auch in der Altbausubstanz weitgehend intakt
- French Quarter (New Orleans) – 1718 gegründete französische Planstadt
- Baltimore – ab 1729 rechteckig angelegt, dann sternförmig erweitert
- Savannah (Georgia) – ab 1733 planmäßig geometrisch angelegt
- Washington, D.C. – neu angelegte Planhauptstadt der Vereinigten Staaten seit 1800
- New York – das 1625 gegründete Nieuw Amsterdam, eine unregelmäßig gewachsene Ansiedlung an der Südspitze von Manhattan, wurde nach dem Commissioners’ Plan von 1811 durch eine streng geometrische Ausrichtung mit Nummerierung der Baublöcke und Straßen bis weit in den unbesiedelten Norden der Insel ergänzt.
- California City, Kalifornien – von einem Immobilienentwickler ab 1958 geplant
- Irvine, Kalifornien – 1960 auf einer 37.636 ha großen Ranch gebaut

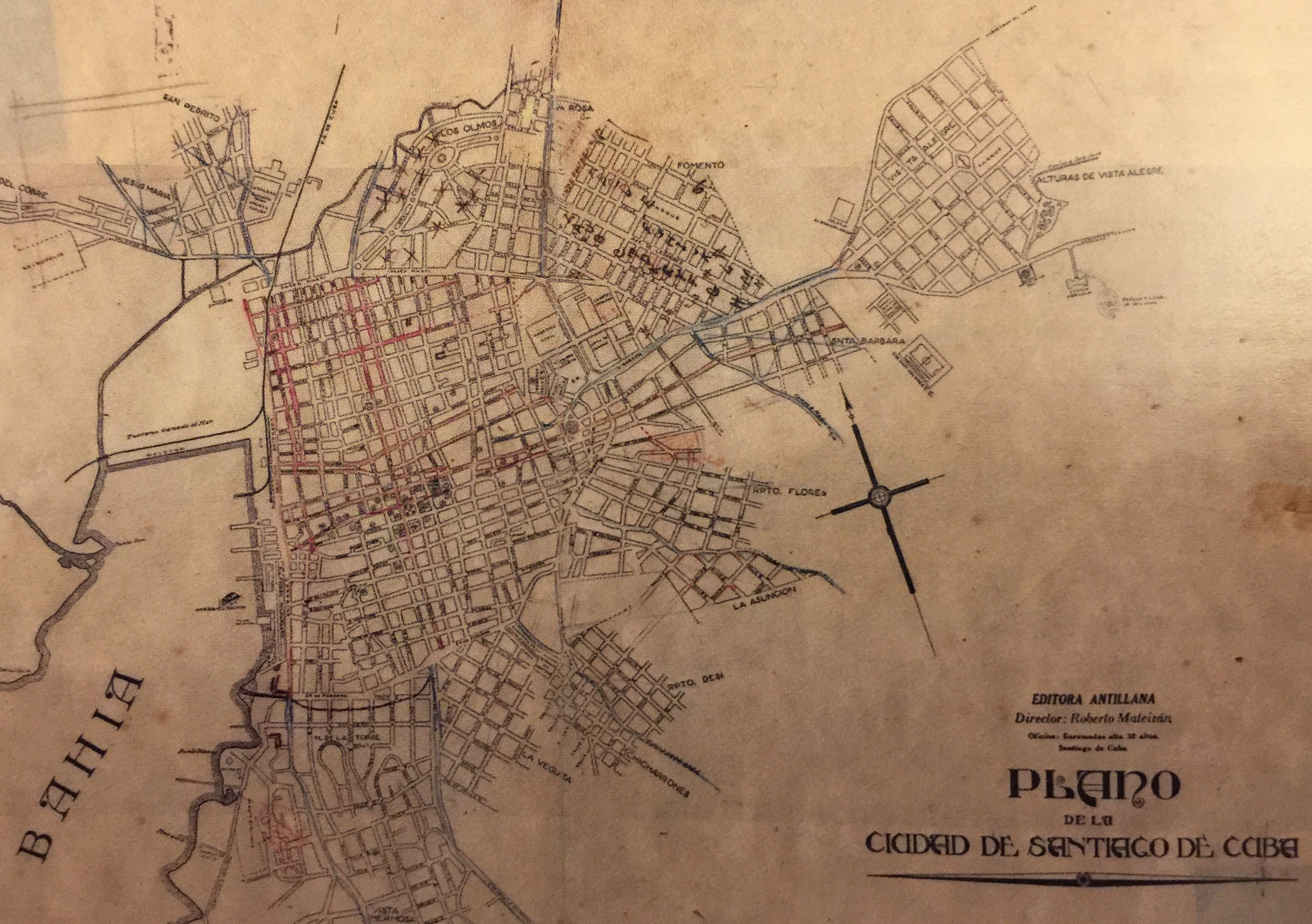
Stadtplan von Santiago um 1920; rechts oben das Stadtviertel Vista Alegre

- Westlake Village, Kalifornien – seit 1770 ursprünglich von Europäern besiedeltes Gebiet, 1963 von einer Reederei gekauft und planmäßig umgebaut, aber erst 1981 als eigenständige Stadt Westlake Village eingetragen
- Reston, Virginia – 1964 gegründet vom Immobilienunternehmer Robert E. Simon
- Mililani, Hawaii – 1967–2008 auf Ananasplantagen errichtet
- Celebration, Florida – 1994 von der Walt Disney Company gebaut

Mexiko
- Cancún, Mexiko – ab 1969 systematisch angelegter Urlaubsort

Karibik
- Frederiksted – im 18. Jahrhundert errichtetes Städtchen im damaligen Dänisch-Westindien.
- Santiago de Cuba, Kuba – Stadtviertel Vista Alegre im 20. Jahrhundert.

### Südamerika

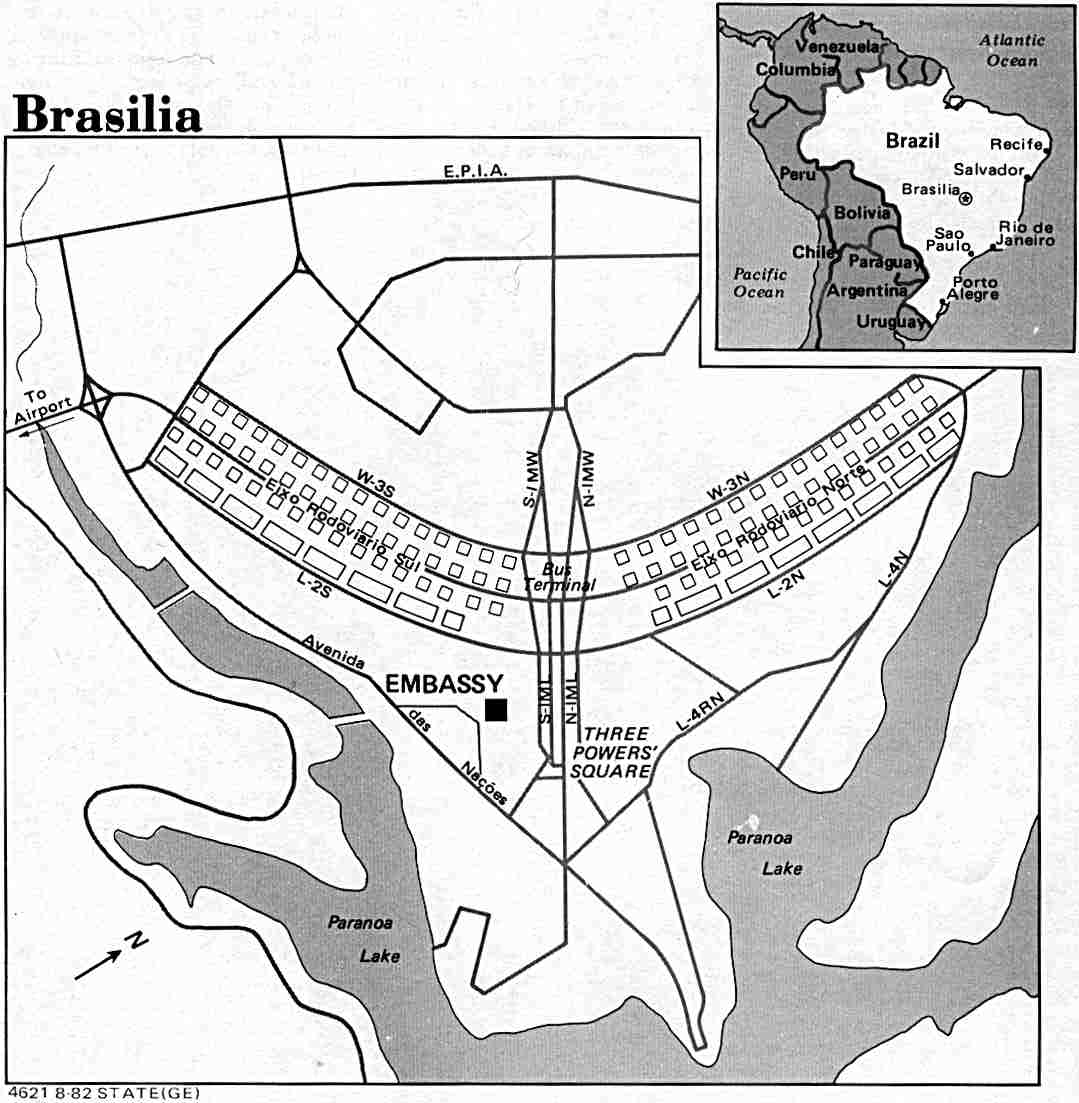
Plano Piloto von Brasilia

- Lima – koloniale Stadtgründung des Eroberers Francisco Pizarro, 1535 unter dem Namen Ciudad de los Reyes, fünf Jahre später wurde sie Hauptstadt des Vizekönigreichs Peru
- Sucre (ehemals La Plata) – koloniale Planstadt (1538 gegründet) mit Gitternetz-Grundriss
- Santiago de Chile – koloniale Planstadt (1541 gegründet) mit rechtwinkliger Gitternetz-Struktur
- La Plata, Argentinien – Hauptstadt der Provinz Buenos Aires seit 1884
- Belo Horizonte, Brasilien – Hauptstadt des Bundesstaats Minas Gerais, gegründet 1897
- Brasília – Hauptstadt Brasiliens seit 1960, für die Planung verantwortlich war Oscar Niemeyer
- Ciudad Caribia, Venezuela – Planstadt bei Caracas, Bauzeit seit 2006

### Australien
- Canberra – Hauptstadt Australiens seit 1913